# Ján Veselý
Ján Veselý (* 1. ledna 1956 Piešťany) je bývalý slovenský fotbalista, brankář. Po skončení aktivní kariéry působí jako trenér brankářů.

## Fotbalová kariéra
Hrál za Duklu Banská Bystrica a DAC Dunajská Streda. V československé lize nastoupil ve více než 20 utkáních.

## Ligová bilance
| Ročník                                   | Zápasy | Góly | Klub                  |
| ---------------------------------------- | ------ | ---- | --------------------- |
| 1. československá fotbalová liga 1977/78 | -      | 0    | Dukla Banská Bystrica |
| 1. československá fotbalová liga 1978/79 | 17     | 0    | Dukla Banská Bystrica |
| 1. československá fotbalová liga 1979/80 | -      | 0    | Dukla Banská Bystrica |
| 1. československá fotbalová liga 1980/81 | 4      | 0    | Dukla Banská Bystrica |
| 1. československá fotbalová liga 1981/82 | 5      | 0    | Dukla Banská Bystrica |
| 1. československá fotbalová liga 1985/86 | 11     | 0    | DAC Dunajská Streda   |
| 1. československá fotbalová liga 1986/87 | 4      | 0    | DAC Dunajská Streda   |
| CELKEM                                   | -      | 0    |                       |